# Denise Yarde
Denise Yarde (* 1970 oder 1971) ist eine britische Tontechnikerin. Für ihre Arbeit an Belfast von Kenneth Branagh wurde sie bei der Oscarverleihung 2022 für den Oscar in der Kategorie Bester Ton nominiert.

## Leben
Denise Yarde begann ihre Karriere als Tontechnikerin als Tonassistentin bei Filmen wie Troja (2004) und Charlie und die Schokoladenfabrik (2005). Sie wurde sowohl für Big-Budget-Produktionen wie Black Panther (2018) und Dumbo (2019) engagiert, als auch für Fernsehserien wie Master of None. Sie gehört der Black Sound Society an, die sich gegen institutionellen Rassismus in der Soundindustrie wendet.
Zusammen mit ihren Kollegen Simon Chase, James Mather und Niv Adiri arbeitete sie am Ton von Kenneth Branaghs Film Belfast. Für diese Arbeit wurde sie zusammen mit den vorgenannten bei der Oscarverleihung 2022 für einen Oscar in der Kategorie Bester Sound nominiert. Ausgezeichnet wurden aber letztlich Mac Ruth, Mark Mangini, Theo Green, Doug Hemphill und Ron Bartlett für ihre Arbeit an Dune. Sie wurde außerdem bei den Satellite Awards 2021 in der Kategorie Bester Tonschnitt nominiert. Dort gewannen Paul Hsu und Tod A. Maitland für Tick, Tick… Boom!.

## Filmografie (Auswahl)
- 2003: Waking the Dead – Im Auftrag der Toten (Waking the Dead) (Soundassistentin, 2 Folgen)
- 2004: Troja (Troy) (Soundassistent)
- 2004: The Grid (Miniserie) (Soundassistentin)
- 2005: Charlie und die Schokoladenfabrik (Charlie and the Chocolate Factory) (Soundassistentin)
- 2007: Der Goldene Kompass (The Golden Compass) (Tonüberwachung)
- 2007: Sweeney Todd – Der teuflische Barbier aus der Fleet Street (Sweeney Todd: The Demon Barber of Fleet Street) (Soundassistentin)
- 2010: Robin Hood (Boom Operator)
- 2018: Black Panther (Tonmeisterin)
- 2019: Dumbo (Tonmeisterin)
- 2021: Belfast (Tonmeisterin)